# (32147) 2000 LW30
2000 LW30 (asteroide 32147) é um asteroide da cintura principal. Possui uma excentricidade de 0.16288280 e uma inclinação de 10.97577º.
Este asteroide foi descoberto no dia 6 de junho de 2000 por LONEOS em Anderson Mesa.